# Henri II de Nassau-Beilstein
Henri II de Nassau-Beilstein (en allemand Heinrich II von Nassau-Beilstein).
Il fut co-comte de Nassau-Beilstein de 1380 à 1412.

## Famille
Fils de Henri Ier de Nassau-Beilstein et d'Imagina von Westerberg.
En 1383, il épousa Catherine von Randerode (†1415), (fille d'Arnold von Randerode)
Quatre enfants sont nés de cette union :
- Catherine de Nassau-Beilstein (1459), en 1407 elle épousa le comte Richard III von Hanau (†1451) ;

- Jean Ier de Nassau-Beilstein, comte de Nassau-Beilstein ;

- Guillaume de Nassau-Beilstein (†1430) ;

- Henri III de Nassau-Liebenscheid de 1425 à 1477.

Henri II de Nassau-Beilstein appartint à la troisième branche issue de la seconde branche de la Maison de Nassau. La lignée de Nassau-Beilstein appartint à la tige Ottonienne qui donna des stathouders à la Flandre, la Hollande, Les Provinces-Unies, un roi à l'Angleterre et l'Écosse en la personne de Guillaume III d'Orange-Nassau.
Cette lignée de Nassau-Beilstein s'éteignit en 1561 avec Jean III de Nassau-Beilstein.